# 莫尔日上罗马内勒
莫尔日上罗马内勒（法語：Romanel-sur-Morges）是瑞士联邦西部法语区的沃州下设的一个镇。在行政上属于莫尔日区管辖。莫尔日上罗马内勒的总面积为1.75平方公里。截至2010年底，总人口为465。